# Collegio elettorale di Carbonia (Camera dei deputati)
Il collegio di Carbonia fu un collegio elettorale uninominale della Repubblica Italiana per l'elezione della Camera dei deputati. Apparteneva alla circoscrizione Sardegna e fu utilizzato per eleggere un deputato nella XII, XIII e XIV legislatura.
Venne istituito nel 1993 con la cosiddetta Legge Mattarella (Legge n. 277, Nuove norme per l'elezione della Camera dei deputati), attuata in seguito al referendum abrogativo del 1993. La legge istituì per la Camera dei deputati e per il Senato della Repubblica un sistema di elezione misto, in parte maggioritario e in parte proporzionale. Il 75% dei parlamentari dell'assemblea veniva eletto in collegi uninominali tramite sistema maggioritario a turno unico; il restante 25% alla Camera veniva eletto tramite sistema proporzionale con liste bloccate.
Il collegio venne abolito insieme a tutti gli altri che costituivano la Camera con la promulgazione della legge elettorale successiva, la cosiddetta Legge Calderoli. Questa prevedeva un sistema proporzionale con premio di maggioranza, che alla Camera veniva attribuito a livello nazionale.

## Territorio
Il collegio di Carbonia era uno dei 14 collegi uninominali in cui era suddivisa la Sardegna e, come previsto dal D.Lgs. del 20 dicembre 1993 n. 536, era interamente compreso nella provincia di Cagliari e comprendeva i seguenti comuni: Calasetta, Capoterra, Carbonia, Carloforte, Domus de Maria, Giba, Gonnesa, Masainas, Narcao, Nuxis, Perdaxius, Piscinas, Portoscuso, Pula, San Giovanni Suergiu, Santadi, Sant'Anna Arresi, Sant'Antioco, Sarroch, Teulada, Tratalias, Villa San Pietro e Villaperuccio.

## Eletti
| Elezione | Elezione | Deputato              | Partito                    |
| -------- | -------- | --------------------- | -------------------------- |
|          | 1994     | Maria Gabriella Pinto | Polo del Buon Governo (FI) |
|          | 1996     | Salvatore Cherchi     | L'Ulivo (PDS)              |
|          | 2001     | Antonio Mereu         | Casa delle Libertà         |

## Dati elettorali

### XII legislatura

#### Risultati proporzionale
| Coalizioni        | Coalizioni                            | Liste                                 | Liste                                 | Voti   | %     |
| ----------------- | ------------------------------------- | ------------------------------------- | ------------------------------------- | ------ | ----- |
|                   | Polo del Buon Governo                 |                                       | Forza Italia                          | 20.091 | 25,77 |
|                   | Polo del Buon Governo                 | Alleanza Nazionale                    | 9.637                                 | 12,36  |       |
| Totale coalizione | Totale coalizione                     | 29.728                                | 38,13                                 |        |       |
|                   | Progressisti                          |                                       | Partito Democratico della Sinistra    | 15.666 | 20,09 |
|                   | Progressisti                          | Partito della Rifondazione Comunista  | 5.438                                 | 6,98   |       |
|                   | Progressisti                          | Partito Socialista Italiano           | 3.251                                 | 4,17   |       |
|                   | Progressisti                          | Federazione dei Verdi                 | 2.132                                 | 2,73   |       |
|                   | Progressisti                          | Alleanza Democratica                  | 1.608                                 | 2,06   |       |
| Totale coalizione | Totale coalizione                     | 28.095                                | 36,03                                 |        |       |
|                   | Patto per l'Italia                    |                                       | Patto Segni                           | 9.951  | 12,76 |
|                   | Patto per l'Italia                    | Partito Popolare Italiano             | 5.324                                 | 6,83   |       |
| Totale coalizione | Totale coalizione                     | 15.185                                | 19,59                                 |        |       |
|                   | Lista Pannella                        | Lista Pannella                        | Lista Pannella                        | 2.081  | 2,67  |
|                   | Partidu Indipendentista               | Partidu Indipendentista               | Partidu Indipendentista               | 1.380  | 1,77  |
|                   | Movimento per la Democrazia - La Rete | Movimento per la Democrazia - La Rete | Movimento per la Democrazia - La Rete | 701    | 0,90  |
|                   | Centro Democratico                    | Centro Democratico                    | Centro Democratico                    | 449    | 0,58  |
|                   | L'Arca                                | L'Arca                                | L'Arca                                | 254    | 0,33  |
| Totale            | Totale                                | Totale                                | Totale                                | 77.963 |       |

#### Risultati uninominale
|                               | Maria Gabriella Pinto ✔️ Eletta | Polo del Buon Governo (FI - AN - CCD - UDC - PLD) | 28 942 | 37,36 |  |  |  |  |  |
|                               | Vittorio Macrì                  | Progressisti                                      | 20 593 | 26,58 |  |  |  |  |  |
|                               | Adriano Aversano                | Patto per l'Italia                                | 14 036 | 18,12 |  |  |  |  |  |
|                               | Giuliano Cossu                  | Partito Sardo d'Azione                            | 6 958  | 8,98  |  |  |  |  |  |
|                               | Angelo Cremone                  | La Rete - Rinascita e Sardismo - MIRVA            | 5 035  | 6,50  |  |  |  |  |  |
|                               | Alberto Vacca                   | Centro Democratico                                | 1 907  | 2,46  |  |  |  |  |  |
| Totale                        | Totale                          | Totale                                            | 77 471 | 100   |  |  |  |  |  |
|                               |                                 |                                                   |        |       |  |  |  |  |  |
| Fonte: Ministero dell'interno |                                 |                                                   |        |       |  |  |  |  |  |

### XIII legislatura

#### Risultati proporzionale
| Coalizioni        | Coalizioni                         | Liste                                     | Liste                              | Voti   | %     |
| ----------------- | ---------------------------------- | ----------------------------------------- | ---------------------------------- | ------ | ----- |
|                   | Polo per le Libertà                |                                           | Forza Italia                       | 19.654 | 26,01 |
|                   | Polo per le Libertà                | Alleanza Nazionale                        | 11.437                             | 15,14  |       |
|                   | Polo per le Libertà                | CCD-CDU                                   | 4.423                              | 5,85   |       |
| Totale coalizione | Totale coalizione                  | 35.514                                    | 47,00                              |        |       |
|                   | L'Ulivo - Partito Sardo d'Azione   |                                           | Partito Democratico della Sinistra | 19.452 | 25,74 |
|                   | L'Ulivo - Partito Sardo d'Azione   | Popolari per Prodi (PPI-SVP-PRI-UD-Prodi) | 3.967                              | 5,25   |       |
|                   | L'Ulivo - Partito Sardo d'Azione   | Rinnovamento Italiano                     | 3.353                              | 4,44   |       |
|                   | L'Ulivo - Partito Sardo d'Azione   | Partito Sardo d'Azione                    | 2.283                              | 3,02   |       |
|                   | L'Ulivo - Partito Sardo d'Azione   | Federazione dei Verdi                     | 1.817                              | 2,40   |       |
| Totale coalizione | Totale coalizione                  | 30.872                                    | 40,85                              |        |       |
|                   | Progressisti                       |                                           | Rifondazione Comunista             | 6.032  | 7,98  |
|                   | Sardigna Natzione                  | Sardigna Natzione                         | Sardigna Natzione                  | 1.376  | 1,82  |
|                   | Lista Pannella - Sgarbi            | Lista Pannella - Sgarbi                   | Lista Pannella - Sgarbi            | 1.342  | 1,78  |
|                   | Movimento Sociale Fiamma Tricolore | Movimento Sociale Fiamma Tricolore        | Movimento Sociale Fiamma Tricolore | 427    | 0,57  |
| Totale            | Totale                             | Totale                                    | Totale                             | 75.563 |       |

#### Risultati uninominale
|                               | Salvatore Cherchi ✔️ Eletto | L'Ulivo                          | 37 669 | 50,28 |  |  |  |  |  |
|                               | Maria Gabriella Pinto       | Polo per le Libertà              | 32 980 | 44,02 |  |  |  |  |  |
|                               | Rolando Madeddu             | Sardigna Natzione Indipendentzia | 4 264  | 5,69  |  |  |  |  |  |
| Totale                        | Totale                      | Totale                           | 74 913 | 100   |  |  |  |  |  |
|                               |                             |                                  |        |       |  |  |  |  |  |
| Fonte: Ministero dell'interno |                             |                                  |        |       |  |  |  |  |  |

### XIV legislatura

#### Risultati proporzionale
| Coalizioni        | Coalizioni                                 | Liste                                      | Liste                                      | Voti   | %     |
| ----------------- | ------------------------------------------ | ------------------------------------------ | ------------------------------------------ | ------ | ----- |
|                   | Casa delle Libertà                         |                                            | Forza Italia                               | 25.135 | 32,40 |
|                   | Casa delle Libertà                         | Alleanza Nazionale                         | 8.231                                      | 10,61  |       |
|                   | Casa delle Libertà                         | CCD-CDU                                    | 3.818                                      | 4,92   |       |
|                   | Casa delle Libertà                         | Nuovo PSI                                  | 686                                        | 0,88   |       |
| Totale coalizione | Totale coalizione                          | 37.870                                     | 48,81                                      |        |       |
|                   | L'Ulivo                                    |                                            | Democratici di Sinistra                    | 15.101 | 19,47 |
|                   | L'Ulivo                                    | La Margherita (Dem - PPI - RI- UDEUR)      | 7.268                                      | 9,37   |       |
|                   | L'Ulivo                                    | Comunisti Italiani                         | 3.556                                      | 4,58   |       |
|                   | L'Ulivo                                    | Il Girasole (FdV - SDI)                    | 992                                        | 1,28   |       |
| Totale coalizione | Totale coalizione                          | 26.917                                     | 34,70                                      |        |       |
|                   | Rifondazione Comunista                     | Rifondazione Comunista                     | Rifondazione Comunista                     | 3.725  | 4,80  |
|                   | Democrazia Europea                         | Democrazia Europea                         | Democrazia Europea                         | 2.803  | 3,61  |
|                   | Partito Sardo d'Azione - Sardigna Natzione | Partito Sardo d'Azione - Sardigna Natzione | Partito Sardo d'Azione - Sardigna Natzione | 2.308  | 2,98  |
|                   | Lista Di Pietro                            | Lista Di Pietro                            | Lista Di Pietro                            | 2.235  | 2,88  |
|                   | Lista Pannella - Bonino                    | Lista Pannella - Bonino                    | Lista Pannella - Bonino                    | 1.417  | 1,83  |
|                   | Paese Nuovo                                | Paese Nuovo                                | Paese Nuovo                                | 149    | 0,19  |
|                   | Lista Amadu                                | Lista Amadu                                | Lista Amadu                                | 91     | 0,12  |
|                   | Abolizione scorporo                        | Abolizione scorporo                        | Abolizione scorporo                        | 61     | 0,08  |
| Totale            | Totale                                     | Totale                                     | Totale                                     | 77.576 |       |

#### Risultati uninominale
|                               | Antonio Mereu ✔️ Eletto       | Casa delle Libertà                         | 34 327 | 43,60 |  |  |  |  |  |
|                               | Antonangelo Casula            | L'Ulivo                                    | 33 826 | 42,96 |  |  |  |  |  |
|                               | Bruno Randazzo                | Democrazia Europea                         | 3 420  | 4,34  |  |  |  |  |  |
|                               | Francesco Raimondo Puligheddu | Partito Sardo d'Azione - Sardigna Natzione | 3 089  | 3,92  |  |  |  |  |  |
|                               | Demetrio Delfino              | Lista Di Pietro                            | 2 458  | 3,12  |  |  |  |  |  |
|                               | Giorgio Cusino                | Lista Emma Bonino                          | 1 614  | 2,05  |  |  |  |  |  |
| Totale                        | Totale                        | Totale                                     | 78 734 | 100   |  |  |  |  |  |
|                               |                               |                                            |        |       |  |  |  |  |  |
| Fonte: Ministero dell'interno |                               |                                            |        |       |  |  |  |  |  |